# Pasquale Passarelli
Pasquale Passarelli   (Gambatesa, 14 de març de 1957) és un ex-lluitador italià de naixement, però alemany d'adopció, especialista en la lluita grecoromana, que va competir durant les dècades de 1970 i 1980.
El 1984 va prendre part en els Jocs Olímpics de Los Angeles, on guanyà la medalla d'or en la prova del pes gall del programa de lluita grecoromana. Anteriorment, el 1980, no va poder disputar els Jocs de Moscou per culpa del boicot en què va participar l'Alemanya Federal. En el seu palmarès també destaca una medalla d'or i una de bronze al Campionat del món de lluita i una d'or i dues de plata al Campionat d'Europa de lluita.
Entre el 2001 i el 2005 fou entrenador de lluita al club KSV Berghausen.